# Paralecanium angkorense
Paralecanium angkorense är en insektsart som beskrevs av Takahashi 1942. Paralecanium angkorense ingår i släktet Paralecanium och familjen skålsköldlöss. Inga underarter finns listade i Catalogue of Life.